# 바라볼카
바라볼카(러시아어: Balabolka)는 텍스트 음성 변환 프로그램이다. 컴퓨터 운영 체제 시스템에 내장되어 있는 시스템 음성을 바라볼카로 이용할 수 있다. 화면 상의 텍스트를 음성으로 옮겨 읽어주며, WAV, MP3, MP4, OGG 또는 WMA 파일로 저장할 수 있다. 바라볼카는 클립보드 내용을 읽을 수 있고, AZW, AZW3, CHM, DjVu, DOC, EPUB, FB2, HTML, LIT, MOBI, ODT, PDF, PRC 와 RTF 파일에서 텍스트를 볼 수 있으며, 글꼴과 배경색을 사용자의 요구에 맞출 수 있으며, 시스템 트레이 또는 글로벌 단축키로 읽기를 조절할 수 있다.